# Lawson (Band)
Lawson ist eine britische Pop-Rock-Band.

## Bandgeschichte
Die vier Mitglieder aus verschiedenen englischen Städten lernten sich über das College und über MySpace kennen und schlossen sich 2009 in London zusammen. Anfänglich nannten sie sich noch The Grove nach einem Einkaufszentrum in Los Angeles. Den Namen Lawson wählten sie später zu Ehren des Chirurgen, der bei Andy Brown einen Gehirntumor entfernt hatte. Über Pubauftritte und Festivals arbeiteten sie sich nach oben und nutzten dabei auch Internetplattformen wie YouTube für die Eigenwerbung. Sie wurden als Vorband von Auftritten von Avril Lavigne und Will Young engagiert und waren 2012 Vorgruppe bei der UK-Tour von The Wanted. Bei ihrem ersten eigenen Konzert in Brighton meldete sich eine Plattenfirma und sie unterzeichneten im Juli desselben Jahres bei Polydor.
Danach tourten sie zweimal durch Großbritannien und mit Grammy-Gewinner John Shanks produzierten sie in Los Angeles ihr Debütalbum. Dabei konnten sie auf ihre eigenen Songs zurückgreifen, die im Wesentlichen von Andy Brown geschrieben worden waren. Ihre erste Single, When She Was Mine, veröffentlichten Lawson im Juni 2012 und kamen damit auf Anhieb auf Platz 4 der UK-Charts, der Nachfolger Taking Over Me stieg noch einen Platz höher ein. Ende Oktober erschien das Album Chapman Square. Vorab wurde die dritte Single Standing in the Dark veröffentlicht.

## Diskografie
Album
- Chapman Square (2012)
- Perspective (2016)

Lieder
- When She Was Mine (2012)
- Taking Over Me (2012)
- Standing in the Dark (2012)
- Learn to Love Again (2013)
- Brokenhearted (feat. B.o.B) (2013)
- Juliet (2013)
- Roads (2015)
- Money (2016)
- Where My Love Goes (2016)